# Người Canada gốc Tây Ban Nha
Người Canada gốc Tây Ban Nha(tiếng Anh: Spanish Canadians, tiếng Tây Ban Nha: Español-Canadienses; tiếng Pháp: Canadiens Espagnols) là công dân Canada có toàn bộ hoặc một phần hậu duệ người Tây Ban Nha hoặc những người có quốc tịch Liên minh Châu Âu từ Tây Ban Nha cũng như một quốc tịch từ Canada.
Luật pháp ở Tây Ban Nha (xem Luật quốc tịch Tây Ban Nha) giới hạn những người có thể được cấp quốc tịch Tây Ban Nha từ Châu Mỹ Latinh cho cha mẹ và ông bà đã từng giữ quốc tịch Tây Ban Nha. Gần đây hơn, hệ thống luật pháp ở Tây Ban Nha đã cấp quyền công dân cho những người Cuba có thể chứng minh rằng ông bà của họ đã nhập cư đến Cuba trong Nội chiến Tây Ban Nha (xem Luật Ký ức Lịch sử).

## Lịch sử
Những người Tây Ban Nha đầu tiên đặt chân đến lãnh thổ ngày nay được gọi là Canada đã đến vào năm 1791, ở Tây Nam British Columbia hiện đại. Họ tuyên bố chủ quyền đất đai ở khu vực này cho đến khi Đế quốc Tây Ban Nha nhượng lãnh thổ cho Anh vào năm 1818.
Dân số Tây Ban Nha hiện đại ở các tỉnh Ontario và Québec đã không xuất hiện cho đến cuối thế kỷ 20.

## Dân số
Tính đến năm 2006 , dân số người gốc Tây Ban Nha Canada là 325.730 người, người chủ yếu tập trung ở Vancouver, Toronto và Montreal. Tất cả những người tuyên bố mình là người Tây Ban Nha trong cuộc điều tra dân số đều được tính; chẳng hạn như người Mỹ Latinh. Do đó, số lượng người Tây Ban Nha không thể được biết chính xác, và nó thấp hơn nhiều so với tổng số người gốc Tây Ban Nha.